# 덕소강변대교
덕소강변대교(德沼江邊大橋)는 경기도 남양주시 와부읍 덕소리에 위치한 다리이다. 인근에 도심역, 덕소역, 서울양양고속도로 덕소삼패 나들목이 근처에 위치해 있다. 국도 제6호선 경강로에 속해 있다. 조달청은 2015년 전라북도의 만경강 정비사업과 더불어 덕소강변대교의 보수공사 등의 이유로 1,367억 원의 규모를 입찰한 바 있다.

## 같이 보기
- 국도 제6호선
- 한강